# Pselaphochernes scorpioides
Pselaphochernes scorpioides es una especie de arácnido  del orden Pseudoscorpionida de la familia Chernetidae.

## Distribución geográfica
Se encuentra en Europa, Azerbaiyán y en los Estados Unidos.